# Basic-256
Basic-256 ist ein Dialekt der Computer-Programmiersprache BASIC, der sich vor allem an Schüler richtet. Die Open-Source-Software gibt es für die Betriebssysteme Linux, Windows, MacOS und Android.

## Geschichte
Angeregt wurde die Entwicklung von Basic-256 durch den Artikel „Why Johnny can’t code“. In dem Artikel formulierte der US-Astronom David Brin das Ziel, dass die Programmlogik Zeile für Zeile mit Hilfe einfacher Mathematik auch von jüngeren Schülern verstanden werden sollte.

## Eigenschaften

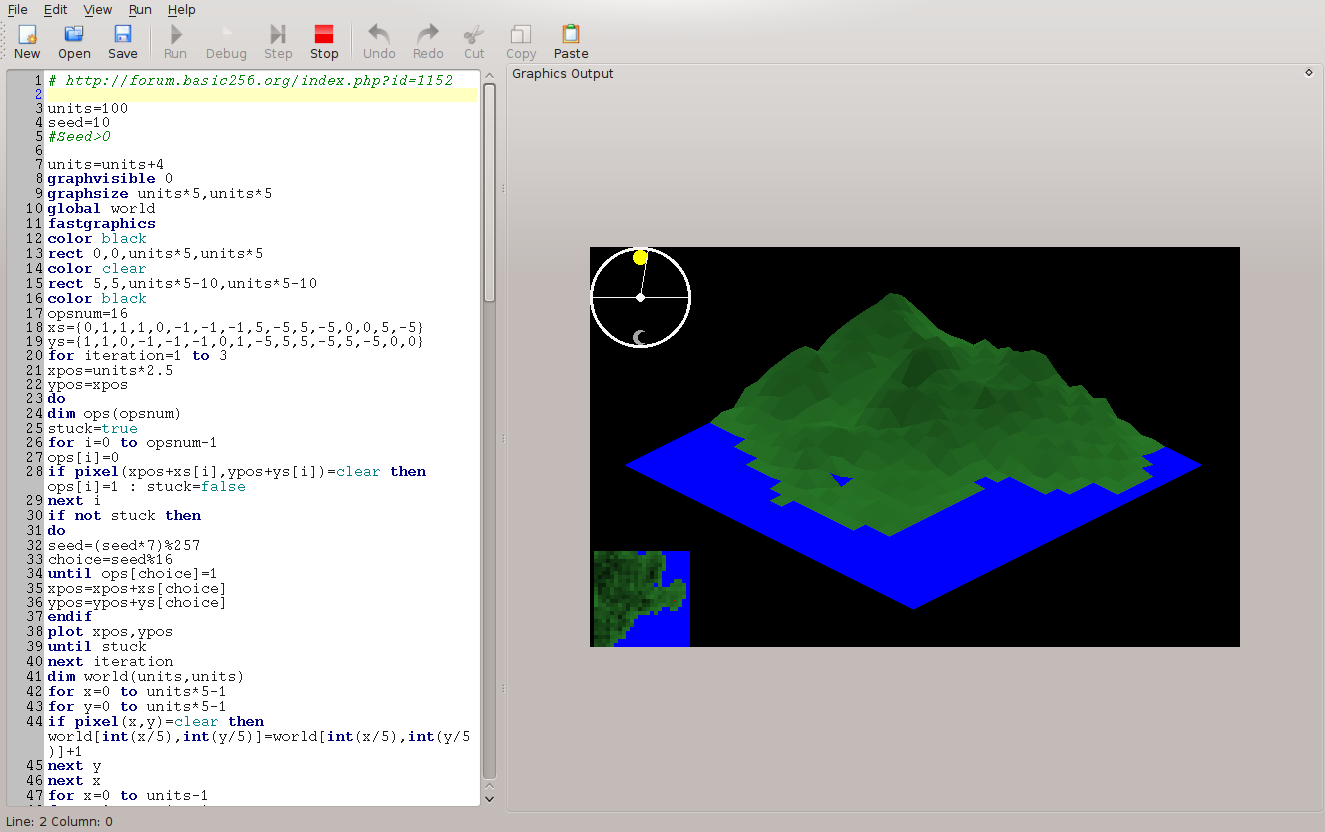
Typischer Quellcode von Basic-256 zur Darstellung eines 3D-Modells und die daraus resultierende grafische Darstellung

- Es sind keine für Anfänger unverständlichen Header-Dateien nötig.
- Es müssen keine Bibliotheken oder andere externe Dokumente eingebunden werden.
- Standard-Basic-Programmierbefehle können zeilenweise leicht nachvollzogen werden.
- Der Editor, eine Text- und eine Grafikausgabe sind alle in einem gemeinsamen Fenster integriert.
- Als Interpreter-Sprache erfordert Basic-256 kein Kompilieren.
- Es gibt eine Dokumentation auf Deutsch[3].
- Es gibt Tutorials auf Englisch[4] und Deutsch[5].

## Hallo Welt
Ein Hallo-Welt-Programm ist ein einfaches, aber trotzdem vollständiges Programm, das die Möglichkeiten einer Programmiersprache aufzeigen soll. In Basic-256 besteht es aus nur einer einfachen Zeile:
```
Print
 
"Hallo Welt"

```

Dasselbe Programm in der Programmiersprache C sieht deutlich komplexer aus:
```
main
 
()
 
{

printf
(
"Hallo Welt"
);

}

```

Genau diese Komplexität will Basic-256 vor allem von jüngeren Anfängern fernhalten.